# صقطوب
صُقْطُوب (الاسم العلمي: Scatopse) هو جنس حشرات من فصيلة الصقطوبيات ورتبة ذوات الجناحين. أنواعها عديدة منتشرة في مُعظم أنحاء العالم، اجسامها صغيرة تطول من 1 إلى 6 مم. قرونها الاستشعارية نحيلة وقصيرة. كواسلها اهليلجية. رواشنها كبيرة. قوائمها مستطيلة، عادمة تألف الهلب والمناخ الرَطب. فتتواجد في الأماكن الرطبة؛ ويكثر وجودها على الاعشاب والازهار.

## الأنواع
مُلاحظة: الأسماء الوّاردة ستكون بالإسم العلمي لعدم توفر اسم شائع عربي حاليًا (يتم تحديث القائمة عند إضافة اسم شائع).

### وفقًا لـدليل الحياة
فيما يلي القائِمة وفقًا لـ دليل الحياة:
- Scatopse albipennis
- Scatopse alpestris
- Scatopse atrata
- Scatopse brevitruncata
- Scatopse californica
- Scatopse chalcogaster
- Scatopse chinensis
- Scatopse clavinervis
- Scatopse costaricana
- Scatopse curvata
- Scatopse dampfi
- Scatopse flavipalpis
- Scatopse flavipes
- Scatopse fluvitarsis
- Scatopse glabra
- Scatopse globulicauda
- Scatopse halterata
- Scatopse hyalinata
- Scatopse lapponica
- Scatopse leucopeza
- Scatopse major
- Scatopse maritima
- Scatopse mastoidea
- Scatopse nicarbonaria
- Scatopse nivemaculata
- Scatopse notata
- Scatopse obscura
- Scatopse pallidipes
- Scatopse palliditarsis
- Scatopse picipes
- Scatopse seminitens
- Scatopse septemnodia
- Scatopse thripsoides
- Scatopse transatlantica
- Scatopse tubifera
- Scatopse vernalis
- Scatopse zeylanica

### وفقًا لـالمجموعات الحيوانية الأوروبية (قاعدة بيانات)[الإنجليزية]
فيما يلي القائِمة وفقًا لـ مجموعات أوروبا الحيوانية (قاعدة بيانات):
- Scatopse globulicauda
- Scatopse lapponica
- Scatopse notata

### وفقًا لـقاعدة بيانات علم الأحياء القديمة
فيما يلي وفقًا لـ قاعدة بيانات علم الأحياء القديمة:
- Scatopse globulicauda
- Scatopse lapponica
- Scatopse notata